# Lac qui Parle County
Das Lac qui Parle County ist ein County im US-amerikanischen Bundesstaat Minnesota. Im Jahr 2020 hatte das County 6719 Einwohner und eine Bevölkerungsdichte von 3,4 Einwohnern pro Quadratkilometer. Der Verwaltungssitz (County Seat) ist Madison.

## Geografie
Das County liegt im Südwesten von Minnesota, grenzt im Westen an South Dakota und hat eine Fläche von 2015 Quadratkilometern, wovon 34 Quadratkilometer Wasserfläche sind.
Im Nordosten wird das County vom Minnesota River begrenzt. Südlich des namensgebenden Lac Qui Parle mündet der Lac qui Parle River, der das County durchfließt, in den Minnesota.
An das Lac qui Parle County grenzen folgende Nachbarcountys:
| Grant County (South Dakota) | Big Stone County       | Swift County    |
|                             |                        | Chippewa County |
| Deuel County (South Dakota) | Yellow Medicine County |                 |

## Geschichte
Das Lac qui Parle County wurde am 7. November 1871 aus Teilen des Redwood County gebildet. Der Name stammt aus dem Französischen und bedeutet „See, der spricht“. Im County befindet sich ein gleichnamiger See, dessen Dakota-Name ins Französische übersetzt wurde.
Neun Bauwerke und Stätten des Countys sind im National Register of Historic Places eingetragen (Stand 29. Januar 2018).

## Demografische Daten

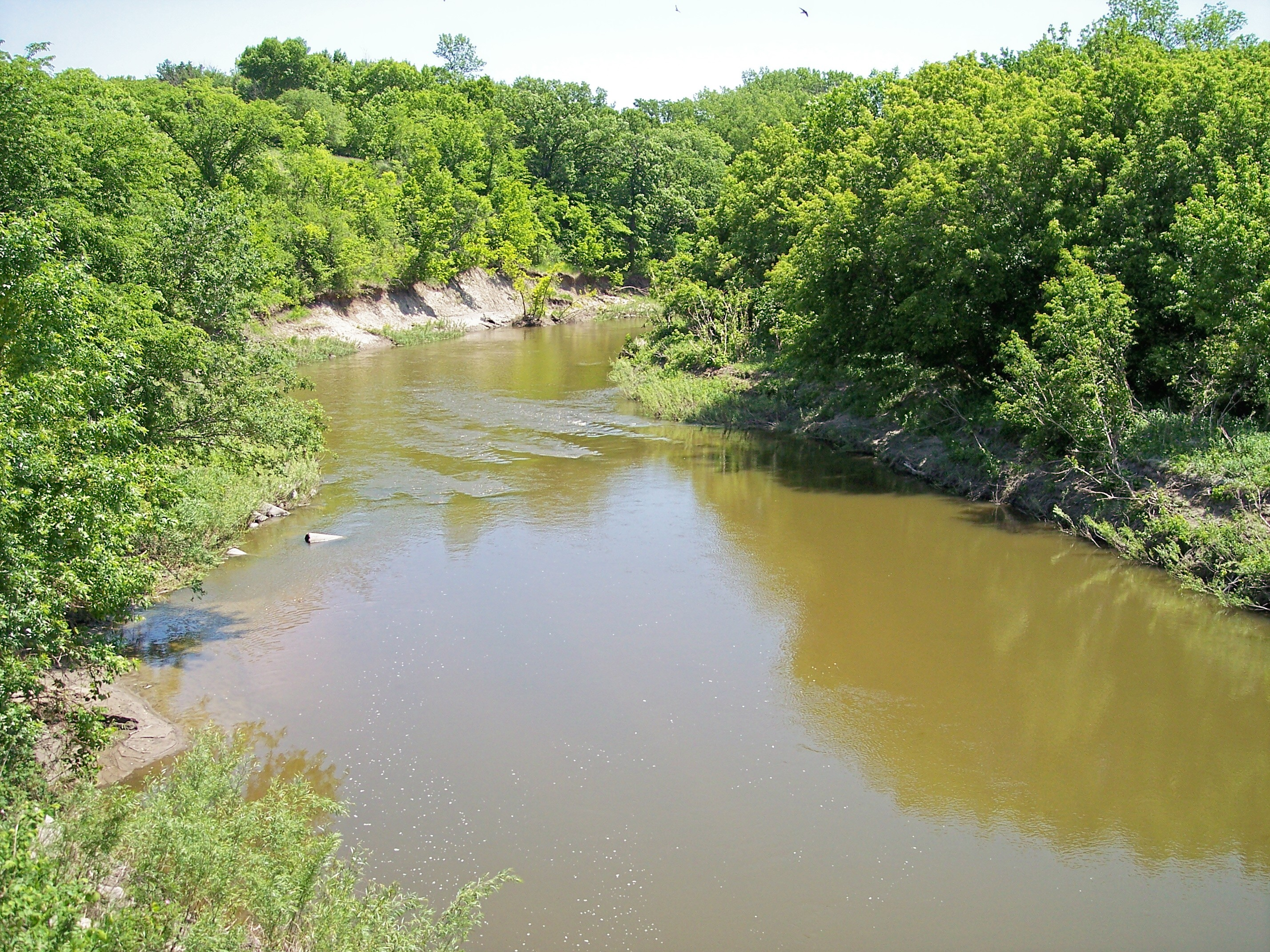
Der Lac qui Parle River

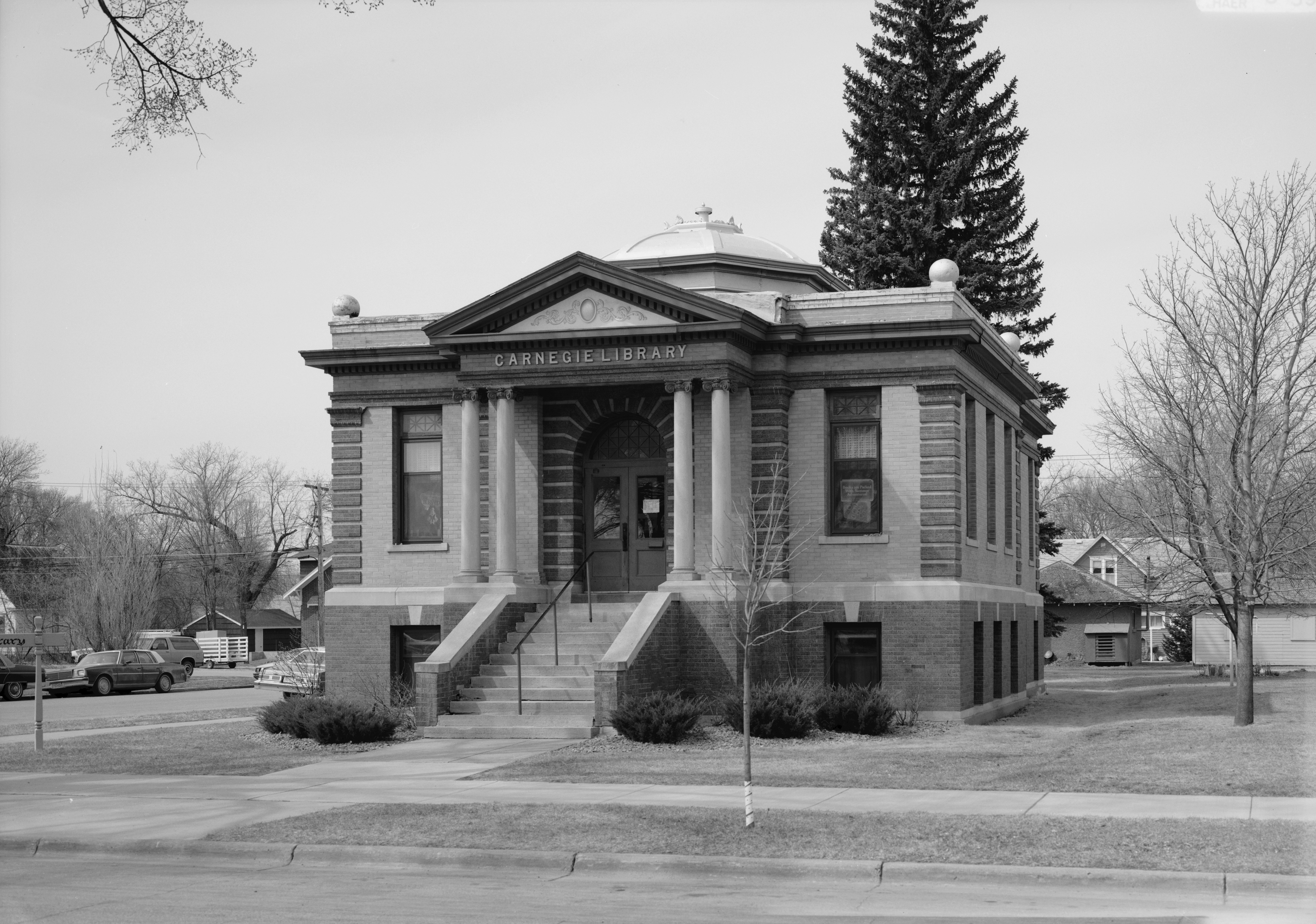
Madison Carnegie Library, gelistet im NRHP

Nach der Volkszählung im Jahr 2010 lebten im Lac qui Parle County 7259 Menschen in 3072 Haushalten. Die Bevölkerungsdichte betrug 3,7 Einwohner pro Quadratkilometer. In den 3072 Haushalten lebten statistisch je 2,32 Personen.
Ethnisch betrachtet setzte sich die Bevölkerung zusammen aus 98,0 Prozent Weißen, 0,4 Prozent Afroamerikanern, 0,3 Prozent amerikanischen Ureinwohnern, 0,5 Prozent Asiaten, 0,1 Prozent Polynesiern sowie aus anderen ethnischen Gruppen; 0,7 Prozent stammten von zwei oder mehr Ethnien ab. Unabhängig von der ethnischen Zugehörigkeit waren 1,7 Prozent der Bevölkerung spanischer oder lateinamerikanischer Abstammung.
20,8 Prozent der Bevölkerung waren unter 18 Jahre alt, 55,8 Prozent waren zwischen 18 und 64 und 23,4 Prozent waren 65 Jahre oder älter. 49,6 Prozent der Bevölkerung war weiblich.

Das jährliche Durchschnittseinkommen eines Haushalts lag bei 48.269 USD. Das Pro-Kopf-Einkommen betrug 25.519 USD. 9,1 Prozent der Einwohner lebten unterhalb der Armutsgrenze.

## Ortschaften im Lac qui Parle County
Citys
| - Bellingham - Boyd - Dawson - Louisburg | - Madison - Marietta - Nassau - Ortonville1 |

1 – überwiegend im Big Stone County

## Gliederung
Das Lac qui Parle County ist neben sieben Citys* in 22 Townships eingeteilt:
| Township               | Einwohner (2010) | FIPS     |
| ---------------------- | ---------------- | -------- |
| Agassiz Township       | 103              | 27-00352 |
| Arena Township         | 122              | 27-02062 |
| Augusta Township       | 110              | 27-02800 |
| Baxter Township        | 200              | 27-04060 |
| Camp Release Township  | 315              | 27-09550 |
| Cerro Gordo Township   | 197              | 27-10774 |
| Freeland Township      | 102              | 27-22616 |
| Garfield Township      | 145              | 27-23138 |
| Hamlin Township        | 165              | 27-26774 |
| Hantho Township        | 105              | 27-27044 |
| Lac qui Parle Township | 178              | 27-33848 |

| Township               | Einwohner (2010) | FIPS     |
| ---------------------- | ---------------- | -------- |
| Lake Shore Township    | 191              | 27-34946 |
| Madison Township       | 216              | 27-39284 |
| Manfred Township       | 99               | 27-39788 |
| Maxwell Township       | 179              | 27-41084 |
| Mehurin Township       | 77               | 27-41516 |
| Perry Township         | 101              | 27-50524 |
| Providence Township    | 169              | 27-52702 |
| Riverside Township     | 310              | 27-54646 |
| Ten Mile Lake Township | 153              | 27-64408 |
| Walter Township        | 148              | 27-67882 |
| Yellow Bank Township   | 159              | 27-72058 |

*Die Stadt Ortonville befindet sich nur zu einem kleinen Teil im Lac qui Parle County, der innerhalb der Yellow Bank Township liegt.